# شرق النرويج
شرق النرويج (بالنرويجية: Østlandet، وبالإنجليزية: Eastern Norway) هي منطقة جغرافية في جنوب شرق النرويج، تضم مقاطعات تلمارك وفستفولد وأوستفولد وآكرشوس وأوسلو وبوسكرود وأوبلاند وهدمارك. يُقدّرعدد سكانها بـ 2,454,712 نسمة ومساحتها 94,577 كم2.